# 睫毛丛菔
睫毛丛菔（学名：Solms-laubachia ciliaris），为十字花科丛菔属下的一个植物种。